# Athiénou
Athiénou (grec moderne : Αθηένου) est une municipalité de Chypre de plus de 4 996 habitants.